# 浜中浩一
浜中 浩一（はまなか こういち、1937年1月2日 - 2013年11月7日）は、日本のクラリネット奏者。兵庫県出身。妻はクラリネット奏者で桐朋学園大学講師の二宮和子。

## 来歴
六甲学院中学校・高等学校卒業。吹奏楽部に所属していた。東京芸術大学卒業。北爪利世、ジャック・ランスロに師事した。1959年第28回日本音楽コンクール管楽器部門1位。1960年にNHK交響楽団に入団。1962年にフランスに渡り、1964年に国立ルーアン音楽院を卒業し、ルーアン歌劇場管弦楽団に入団。1969年に帰国した後はNHK交響楽団で24年間首席奏者を務める。1989年第9回NHK交響楽団有馬賞を受賞。1993年NHK交響楽団を56歳で定年。Ｎ響団友会会員。東京音楽大学、洗足学園大学、国立音楽大学、尚美学園大学で講師を務めた。1979年から2007年まで日本クラリネット協会理事長・会長を歴任し、その後名誉会長となった。ジャック・ランスロ国際クラリネットコンクールの創設者でもある。
年1回程度紀尾井ホールにて演奏会を開催していた。
ビュッフェ・クランポン公式テスター。
2013年11月7日、肺炎のため死去
。76歳没。
2016年2月4日、浜離宮朝日ホールにおいて、浜中浩一門下生の会（納豆会）とジャック・ランスロ国際クラリネットコンクール実行委員会の主催による「浜中浩一 追悼コンサート ～浜中浩一へのオマージュ～」が開催された。

## ディスコグラフィ
| タイトル                                              | 発売日         | レーベル       | 規格品番  |
| ----------------------------------------------------- | -------------- | -------------- | --------- |
| モーツァルト・フランセ クラリネット五重奏曲           | 1987年10月21日 | フォンテック   | FOCD-3210 |
| クラリネット・リサイタル                              | 1994年4月21日  | キングレコード | KICC-122  |
| クラリネット奏者・浜中浩一の世界                      | 2007年 5月21日 | フォンテック   | FOCD-9300 |
| クラリネット ～近代フランス楽派のクラリネット音楽選～ | 2008年12月21日 | フォンテック   | FOCD-3509 |